# Trainerilla
La trainerilla (petite traînière) est une embarcation à aviron composée de 6 rameurs et un barreur ou timonier. Les rameurs manient chacun un aviron, tout comme le barreur. Ils sont disposés l'un derrière l'autre. Chaque rameur rame du côté opposé à celui qui le précède. C'est un bateau d'environ 9 mètres de longueur. Il est d'usage de porter une rame supplémentaire, qui sera utilisée par le premier rameur, en proue, pour effectuer les virages autour de la bouée. Il aide ainsi le barreur dans sa tache en laissant sa rame normale et prendre cette rame supplémentaire.

## Compétition

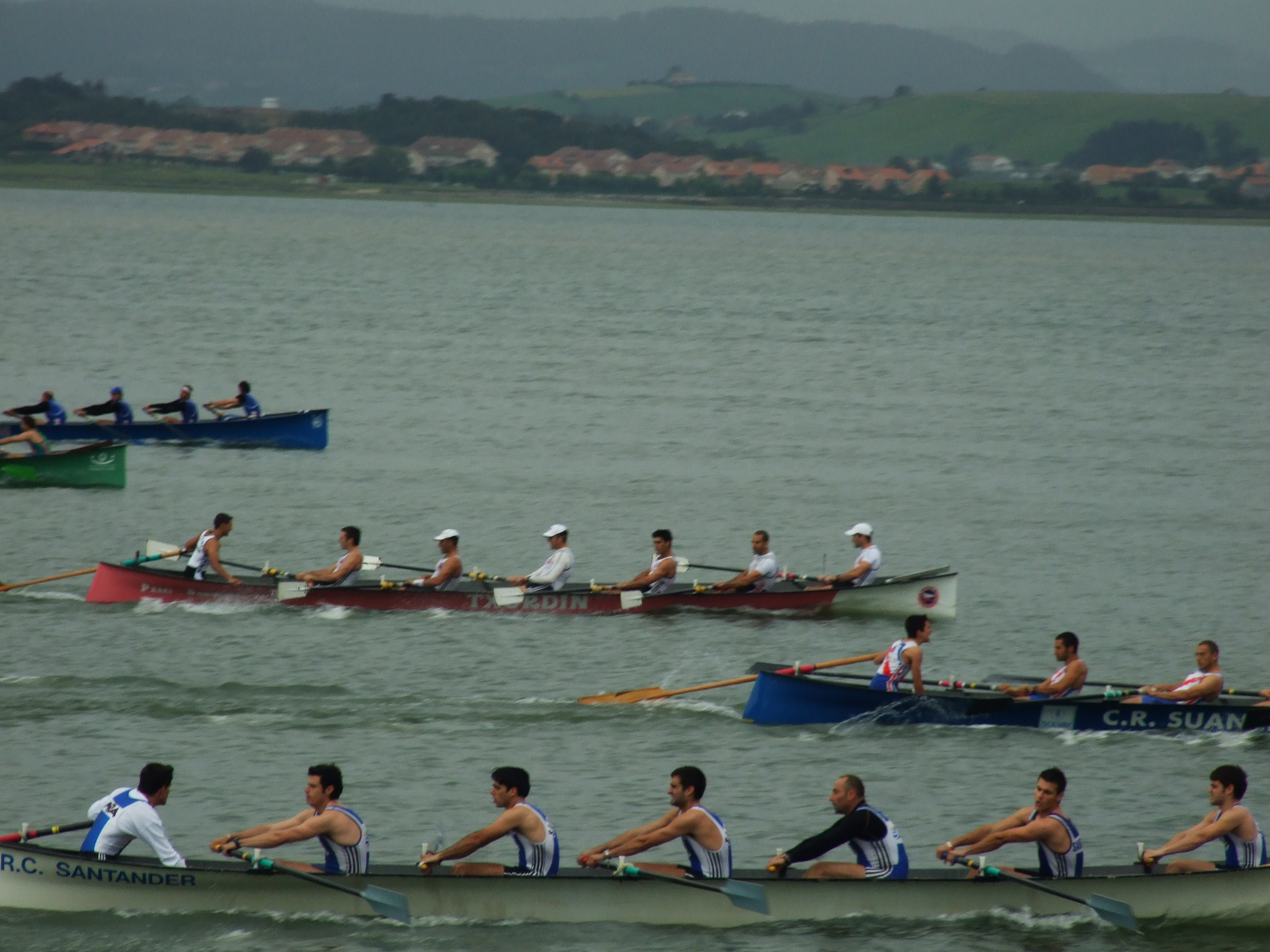
Championnat de Cantabrie de Trainerillas 2007.

Les régates se déroulent sur 4 longueurs indépendamment de la catégorie. Chaque longueur est de 875 mètres, et au large s'effectue un virage de 180º autour d'une bouée, (ciaboga en castillan). Les manches officielles sont de 5 embarcations simultanément. On assigne deux bouées, une de départ et d'arrivée puis la seconde située au large.
La trainerilla est réglementée par la Fédération espagnole d'Aviron depuis 1945, où le premier Championnat National a eu lieu dans la rivière Nervión. Le club le plus titré, historiquement dans la catégorie et dans cette spécialité est le Orio avec 8 médailles d'or mais égalés avec le Kaiku (qu'il les a en outre obtenus consécutivement depuis 1975 jusqu'en 1982), suivi de prés par Pasajes San Juan avec 7 victoires et Zumaia qui a obtenu entre 1983 et 1987, cinq victoires consécutives.
Toutefois, durant les dernières années les vainqueurs ont été, des bateaux de la Région cantabrique. En 2008 et 2009 s'est imposé la Société sportive d'aviron Castreña suivie par la Société sportive d'aviron Astillero qui s'était imposée durant les quatre années précédentes.